# STS-75
STS-75 (ang. Space Transportation System) – dziewiętnasta misja amerykańskiego wahadłowca kosmicznego Columbia i siedemdziesiąta piąta programu lotów wahadłowców.

## Załoga
źródło
- Andrew Allen (3)*, dowódca (CDR)
- Scott Horowitz (1), pilot (PLT)
- Jeffrey Hoffman (5), specjalista misji 1 (MS1)
- Maurizio Cheli (1), (ESA), specjalista misji 2 (MS2) (Włochy)
- Claude Nicollier (3), (ESA), specjalista misji 3 (MS3) (Szwajcaria)
- Franklin Chang-Díaz (5), specjalista misji 4 i dowódca ładunku (MS4)
- Umberto Guidoni (1), specjalista ładunku (PS1) (Włochy)

*(liczba w nawiasie oznacza liczbę lotów odbytych przez każdego z astronautów)

## Parametry misji
źródło
- Masa:
  - startowa orbitera: 118 610 kg
  - lądującego orbitera: – kg
  - ładunku: 10 592 kg
- Perygeum: 277 km
- Apogeum: 320 km
- Inklinacja: 28,5°
- Okres orbitalny: 90,5 min

## Cel misji
- Powtórzenie eksperymentu z satelitą TSS (Tether Satellite System), który został połączony z wahadłowcem za pomocą kabla o długości 22 km, nadto w ładowni wahadłowca znajdowała się platforma USMP-3 (United States Microgravity Payload)[3].

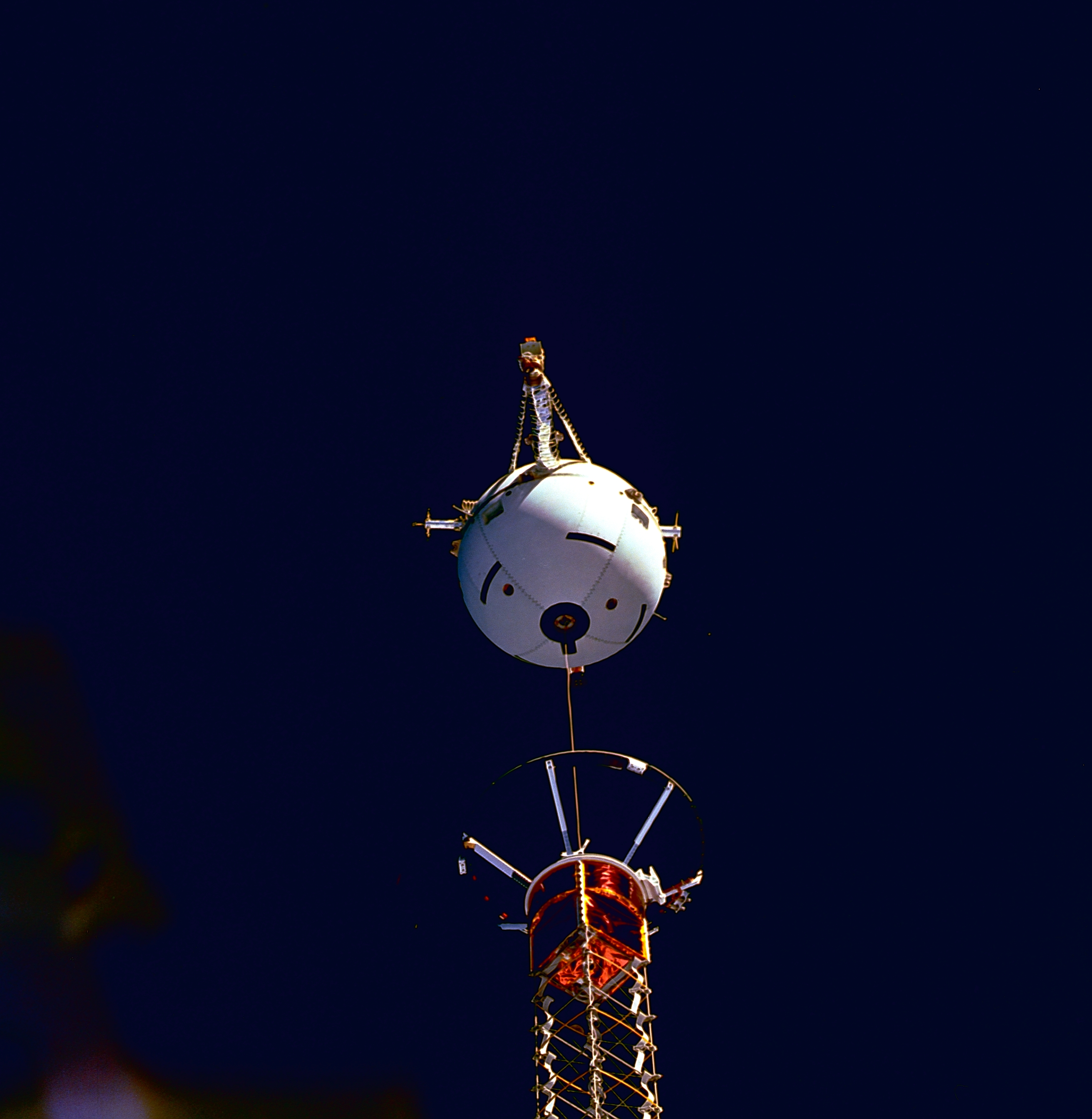
Główny ładunek: TSS-1R (Tethered Satellite System Reflight)